# Лам-анг

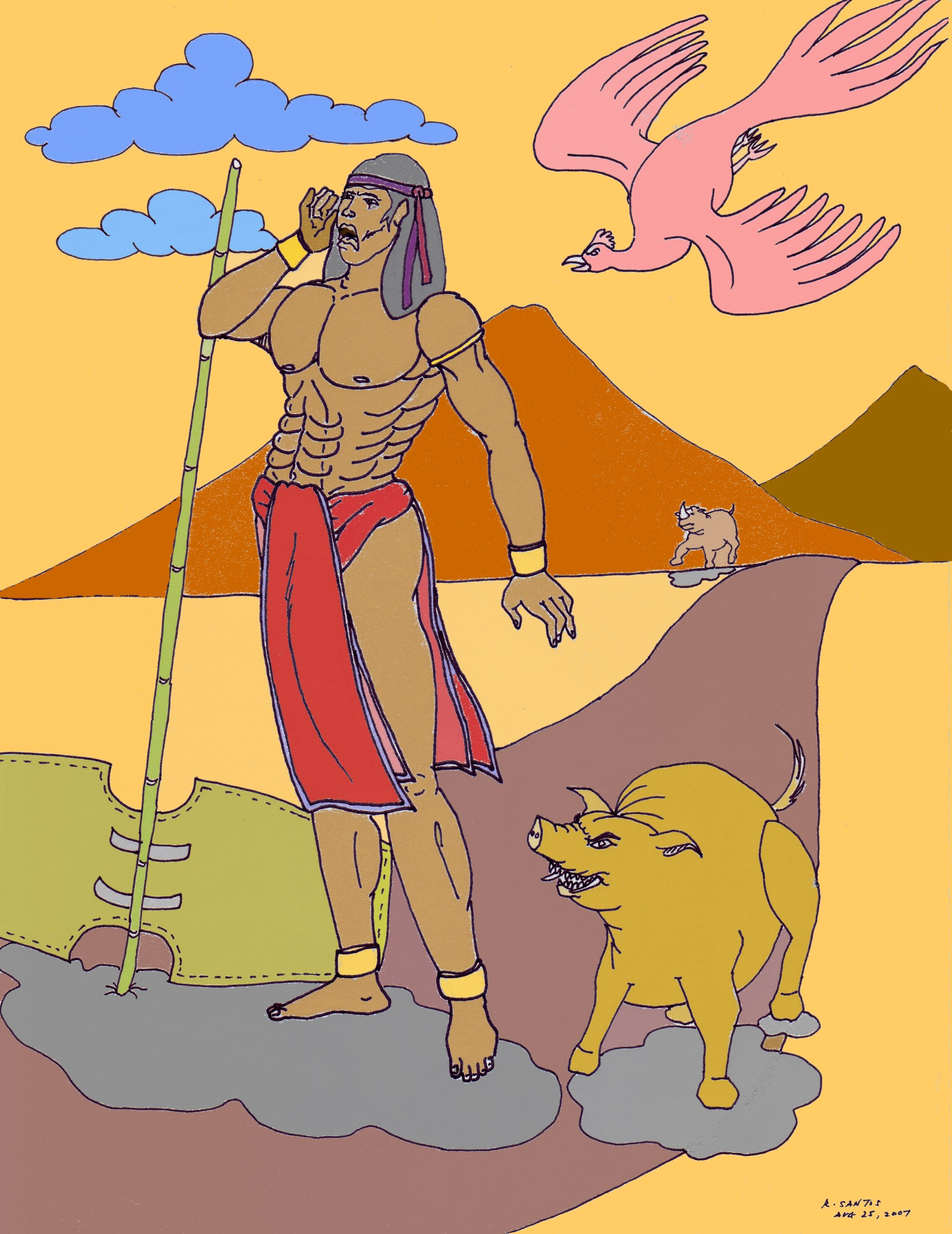
Лам-анг

Лам-анг (илоканск. Biag ni Lam-ang — «Жизнь Лам-анга») — эпическое поэтическое произведение на илоканском языке, имеющее жанровые черты героического эпоса и богатырской сказки, наиболее известный эпос илоков.
Повествует о рождении, подвигах, свадьбе, гибели и воскресении илокского культурного героя Лам-анга.
По преданию, впервые записано слепым илокским сказителем Педро Буканегом около 1640 года, однако несёт следы более ранних времён. Известно в нескольких поздних вариантах.